# Planeten und Orte aus dem Roman Per Anhalter durch die Galaxis
In der fünfbändigen Roman-Reihe Per Anhalter durch die Galaxis von Douglas Adams sind die auftretenden Planeten größtenteils fiktiver Natur, zum Teil werden aber auch real existente Orte in die Handlungen eingebaut. Dieser Artikel widmet sich der Darstellung der verschiedenen Schauplätze der Romane.

## Planeten

### Antares
Heimat der antarischen Sittichdrüsen. In der Realität ist Antares der Name des hellsten Sterns im Sternbild Skorpion.

### Argabuthon
Argabuthon ist Sitz eines Gerichtes, dessen Zepter der Gerechtigkeit Bestandteil des Krikkit-Schlüssels ist. Einem Zeugen namens Prak wird dort eine Überdosis einer Wahrheitsdroge verabreicht; daraufhin beginnt er, die ganze Wahrheit zu erzählen – „merkwürdige, schreckliche Dinge“, wie ein Beobachter berichtet. Der Gerichtssaal wird deswegen geräumt und hermetisch abgeriegelt. Arthur Dent und seine Gefährten reisen sofort dorthin, kommen aber zu spät – Prak ist bereits fertig. Es gebe „nicht annähernd so viel Wahrheit, wie sich die Leute das vorstellen“. Dennoch hat er fast alles wieder vergessen, erinnert sich aber an den Ort, an dem man Gottes letzte Botschaft an seine Schöpfung findet.

### Barteldan
Ein auf den ersten Blick erdähnlicher Planet, auf dem Arthur Dent sich in Band 5 einige Zeit aufhält.
Auf den zweiten Blick irritiert eine subtile Art geistiger Leblosigkeit. So können die Bewohner etwa mit der Redewendung „einen schönen Tag noch“ nichts anfangen. Bücher enden ohne Höhepunkt grundsätzlich mit Seite 400 mit dem 100.000sten Wort, und es kommt in diesen Büchern nie vor, dass Personen sich etwas wünschen oder etwas anstreben.

### Beteigeuze Fünf
Geburtsort von Ford Prefect, der jedoch Menschen gegenüber behauptet, aus Guildford zu stammen. In der Realität ist Beteigeuze der Schulterstern des Orion, ein Einzelstern.

### Beteigeuze Sieben
Die Bevölkerung von Beteigeuze Sieben und damit ihr komplizierter Akzent wurde durch die Große Hrung-Explosions-Katastrophe bis auf einen einzigen Mann ausgelöscht; Fords Vater überlebte sie aufgrund eines merkwürdigen Zufalls, den er nie zufriedenstellend zu erklären vermochte.

### Bethselamin
Bethselamin ist ein sagenhaft schöner Planet aus feinstem Käse, der über seinen immer rapideren Gewichtsschwund, an dem zehn Billionen hungrige Touristen jährlich schuld sind, dermaßen beunruhigt ist, dass einem der Nettounterschied zwischen der Menge, die man isst, und der Menge, die man während des Aufenthaltes auf dem Planeten wieder ausscheidet, vor der Abreise vom Körpergewicht chirurgisch abgezogen wird. Deshalb ist es so ungeheuer wichtig, sich jedes Mal, wenn man auf die Toilette geht, eine Quittung ausstellen zu lassen.

### Brequinda im Forth von Avalars
Ein fiktiver Planet, auf dem die dämonischen fuolornisischen Feuerdrachen lebten. Dieser Planet war, noch vor Ankunft des Sorth von Bragadox, ein erotisches Paradies. Dort Jungfrau zu bleiben war quasi unmöglich. Viele Hitchhiker besuchen den Planeten wegen der romantischen Beschreibung des Anhalters. Wenn sie den Planeten jetzt besuchen, finden sie heraus, dass das heutige moderne Brequinda im Forth von Avalars aus nicht mehr als Beton, Striptease-Lokalen und Drachenburgerbars besteht.

### Damogran
Ein abgelegener, heißer und unbewohnter Planet des galaktischen Imperiums, auf dem die Herz aus Gold gebaut wurde.

### Eadrax
Stammsitz der Beschwerdeabteilung der Sirius-Kybernetik-Corporation.

### Erde
Die Erde wird in der Einleitung zum Anhalter folgendermaßen beschrieben:
Weit draußen in den unerforschten Einöden eines total aus der Mode gekommenen Ausläufers des westlichen Spiralarms der Galaxis leuchtet unbeachtet eine kleine gelbe Sonne. Um sie kreist in einer Entfernung von ungefähr achtundneunzig Millionen Meilen ein absolut unbedeutender, kleiner blaugrüner Planet, dessen vom Affen stammende Bioformen so erstaunlich primitiv sind, dass sie Digitaluhren immer noch für eine unwahrscheinlich tolle Erfindung halten.
Entsprechend ihrer anscheinend geringen Bedeutung und der weitgehenden Unkenntnis über sie, bestand der Artikel des Reiseführers Per Anhalter durch die Galaxis über die Erde nur aus einem einzigen Wort: Harmlos. Ford Prefect, der auf der Erde gestrandet war, hatte allerdings einen neuen Artikel geschickt. In der vom Verlag gekürzten Version lautet der Artikel nun: Größtenteils harmlos. Und entsprechend kümmert es auch kaum jemanden, dass dieser Planet von einer Vogonen-Bauflotte gesprengt wird, um Platz für eine Hyperraum-Umgehungsstraße zu machen.
Allerdings stellen sich im Verlauf der Geschichte einige der im Zitat genannten Behauptungen als falsch heraus:
- Die Erde war in Wahrheit nicht irgendein unbedeutender Planet, sondern der größte Computer in Raum und Zeit, der von hochentwickelten transdimensionalen Lebewesen – die sich als Mäuse tarnen – gebaut wurde, um die Frage aller Fragen nach dem Leben, dem Universum und dem ganzen Rest zu finden, auf die die Antwort 42 ist (Das ist tatsächlich auch der wahre Hintergrund der Zerstörung der Erde – der Berufsstand der Philosophen fädelte deren Vernichtung ein, um diese für sie gefährliche Suche nach dem Sinn des Lebens zu unterbinden). Sie wurde nämlich gerade fünf Minuten vor dem Ablauf des Programms zerstört.
- Die Menschen stammen nicht von Affen ab, sondern von einem Drittel der Bevölkerung von Golgafrincham. Die Höhlenmenschen sind ausgestorben. Dadurch war das Programm schon lange vor dem Eintreffen der Vogonen gestört. Wie ein von Arthur Dent durchgeführtes Scrabble-Experiment ergab, lautete daher die vom Programm gefundene Frage: „Wieviel ist sechs multipliziert mit neun?“

Es gibt noch eine weitere Behauptung, die zur Einstufung als harmlos führte:
Der Senat der Völker debattierte über einzelne unterentwickelte Planeten; als sie auf das Thema Erde kommen, fällt ihnen auf, dass sich die Menschen beständig über kleine, grüne Scheinchen aufregen und dass diese die Menschen traurig machen. Komisch dabei ist, dass diese kleinen, grünen Scheinchen gar nicht diejenigen sind, die traurig sind…
Laut dem Roman befindet sich die Erde (zusammen mit weiteren Sonnen und Planeten) im galaktischen Sektor ZZ9 Plural Z Alpha. Dieses hat für die Bewohner die unangenehme Folge, dass sie das Risiko tragen, bei einem Hyperraumsprung einfach zu verschwinden.

### Erotikon VI
Heimatplanet der dreibrüstigen Hure Eccentrica Gallumbits.

### Fintelwudelwix
Bezeichnung der auf der Erde gestrandeten Golgafrinchamianer für die Erde.

### Froschstern B
Auf diesem Planeten befindet sich der Totale Durchblicksstrudel, die schlimmste Folter des Universums. Er zeigt dem Opfer seine unglaubliche Kleinheit und Bedeutungslosigkeit im Universum. Der einzige, der den Totalen Durchblicksstrudel jemals heil überstanden hat, ist Zaphod Beeblebrox – aber das auch nur deshalb, weil er ihn in einem künstlichen Zweit-Universum (unfreiwillig) besucht hat. Da dieses Zweit-Universum extra für ihn geschaffen wurde, zeigte ihm der Strudel das, was er (aber in Bezug auf das richtige Universum) schon längst zu wissen glaubte: Dass er der absolut wichtigste Mann im Universum sei.
In der Romanversion des Anhalters ist dies auch der Planet, auf dem das Restaurant am Ende des Universums gebaut wurde.

### Gagrakacka
Der Heimatplanet der Band Desaster Area.

### Golgafrincham
Die Einwohner von Golgafrincham waren in drei Klassen eingeteilt.
- Klasse A waren die Wissenschaftler, geniale Führungspersönlichkeiten und bedeutende Künstler.
- Klasse B waren die Filmproduzenten, Telefondesinfizierer, Frisöre, Unternehmensberater und Versicherungsvertreter.
- In Klasse C kamen die Leute, die die ganze Arbeit machten.

Um sich des völlig überflüssigen Bevölkerungsteiles B zu entledigen, wurde dieser unter dem Vorwand, die gesamte Bevölkerung Golgafrinchams müsse evakuiert werden, in einem Raumschiff, der Arche B, in den Weltraum geschossen.
Dieses strandete auf der prähistorischen Erde, auf der die bis dahin dort lebenden Menschen – die von den Golgafrinchams fälschlicherweise als „Höhlenmenschen“ bezeichnet werden, weil sie „so aussehen wie Höhlenmenschen“ – deswegen ausstarben. Die Vorfahren des modernen Menschen sind deshalb der Bevölkerungsteil B von Golgafrincham.
Die restlichen Einwohner Golgafrinchams starben schließlich an einer Seuche, die durch ein nicht desinfiziertes Telefon verursacht wurde.

### Han Wavel
Ein exotischer Urlaubsplanet und eines der Wunder der Galaxis.
Han Wavel ist ein Planet, der größtenteils aus sagenhaften ultraluxuriösen Hotels und Casinos besteht, die allesamt durch natürliche Erosion von Wind und Regen entstanden sind. Die Chancen, dass etwas Derartiges passiert, stehen so ungefähr eins zu unendlich. Über das Zustandekommen ist wenig bekannt, weil keiner von den Geophysikern, Wahrscheinlichkeitstatistikern, Metreoanalytikern oder Bizarrologen, die so scharf darauf sind, ihn zu erforschen, sich dort einen Aufenthalt leisten können.

### Krikkit
Der Anblick des Himmels von Krikkit ist der langweiligste Anblick im gesamten bekannten Universum: Man sieht keinerlei Sterne. Das liegt an einer Staubwolke, die den Planeten vollständig umgibt.
Die Bewohner dieses Planeten sind ein Rudel echt netter Kerle. Jedoch wollen sie, seitdem sie herausgefunden haben, dass sie nicht allein im Universum sind, zwecks Behebung dieses Problems jeden töten, der nicht von Krikkit stammt. Deshalb ist es ungünstig, mit ihnen in derselben Galaxis zu wohnen. In einem 2000-jährigen Krieg haben sie die Galaxis gemäß ihrem Glauben an Frieden, Gerechtigkeit, Moral, Bildung, Sport, Familienleben und die Vernichtung aller anderen Lebensformen terrorisiert. Bei diesem Krieg sind 2 Grillionen Lebewesen ums Leben gekommen.
Als Gegenmaßnahme wurde der Planet Krikkit in eine Zeitlupen-Hülle eingeschlossen, die erst wieder aufgehoben werden soll, wenn alles andere Leben ausgestorben sein wird.

### Lamuella
Ein Planet, den die „Absolut Normalen Viecher“ auf ihrer Wanderung betreten und die Heimat des „Sandwichmachers“ (Arthur Dent).

### Magrathea
Planet im Pferdekopfnebel, auf einer Umlaufbahn um die Doppelsterne Soulianis und Rahm.
Magratheas Wirtschaft basiert nur auf einem einzigen, jedoch außerordentlich ertragreichen Wirtschaftszweig: Der Planung und dem Bau von Planeten, insbesondere Luxusplaneten für die Reichsten der Reichen. So außerordentlich ertragreich, dass Magrathea nicht nur der reichste Planet aller Zeiten, sondern sogar so reich wurde, dass dabei der gesamte Rest der Galaxis verarmte und die Wirtschaft des Universums kollabierte.
Beim großen galaktischen Börsencrash beschlossen jedoch die Bewohner Magratheas in einem langen Winterschlaf einfach abzuwarten, bis sich die Wirtschaft weit genug erholt hat und sich die Galaxis ihre Dienste wieder leisten kann.
Magrathea war schon lange in Vergessenheit geraten und nur noch als Mythos angesehen, als eine „Geschichte, die Eltern abends ihren Kindern erzählen, wenn sie wollen, dass sie später Volkswirte werden“, als Zaphod Beeblebrox den Planeten wiederentdeckt und eine Rasse hyperintelligenter, pandimensionaler Wesen, die zuvor als Mäuse auf der Erde gelebt hat, die Bewohner für einen Spezialauftrag wieder aus dem Winterschlaf aufweckt.
Die Mäuse wollten eine zweite Erde in Auftrag geben. Bereits das erste Exemplar der Erde war von ihnen mit Hilfe von Magrathea als planetengroßer Computer gebaut worden, um nach der letzten Frage, der Frage aller Fragen, der Frage nach dem Leben, dem Universum und Allem zu suchen. Die Antwort 42 hatte bereits Deep Thought ausgerechnet. Nur fünf Minuten vor Ablauf des Programms wurde die Erde jedoch von Vogonen zerstört, um Platz für den Bau einer Hyperraum-Umgehungsstraße zu schaffen.
Slartibartfaß hatte die Küste von Norwegen gestaltet und für die Fjorde eine Auszeichnung bekommen.
Seine Unterschrift auf einem Gletscher hilft Arthur Dent und Ford Prefect später (bzw. früher) zu erkennen, dass sie auf der prähistorischen Erde gelandet sind.
Magrathea ist in der Hörspielfassung außerdem der Planet, auf dem Milliways, das Restaurant am Ende des Universums steht.

### Maximegalon
Maximegalon ist eines der bedeutendsten Kulturzentren der bekannten Welt.
Berühmt ist die Universität von Maximegalon, die auch das
Ultra-Vollständige Maximegalonische Wörterbuch aller Sprachen überhaupt verlegt.
Auf Maximegalon stand auch das Milliardengargantuhirn, ein Computer, der alle Atome eines Sternes binnen einer Millisekunde zählen kann. Darüber hinaus beherbergt es das Museum für krankhafte Ideen.

### Oglarun
Ein großer Waldplanet in einem Winkel des Ostarms der Galaxis. Die durch und durch intelligente Bevölkerung von Oglarun lebt permanent auf einem einzigen ziemlich kleinen und dicht bevölkerten Nussbaum. Die einzigen Oglarunier, die jemals den Baum verlassen, sind diejenigen, die für ein abscheuliches Verbrechen den Baum hinuntergestoßen werden, das darin besteht, sich darüber Gedanken zu machen, ob es vielleicht auch noch andere bewohnte Nussbäume gäbe.

### Preliumtarn
Preliumtarn umkreist eine Sonne namens Zarss, die sich inmitten der Grauen Pflichtlehen von Saxaquine befindet, welche jenseits der Grenzenlosen Lichtfelder von Flanux liegen. Auf dem Planeten befinden sich die Quentulus-Quazgar-Berge. Auf deren Gipfel ist in zehn Meter hohen Feuerlettern Gottes letzte Botschaft an seine Schöpfung eingraviert. Sie lautet im englischen Original „We apologise for the inconvenience“, auf Deutsch etwa „Wir entschuldigen uns für die Unannehmlichkeiten“.

### Reich-des-Königs
Eine Wüstenwelt, auf der sich der Reich-des-Königs-Imbiss befindet. In dem Imbiss singt der King für ein Trinkgeld, für das man auf der Erde in etwa die Schweiz bekommen würde. Die Tatsache, dass der King Heartbreak Hotel singt und ein verchromtes rosa Raumschiff benutzt, legen nahe, dass es sich bei ihm um Elvis Presley handeln soll.

### Rupert oder auch Persephone
Rupert ist der allgemein gebräuchliche Spitzname des Planeten Persephone, des (fiktiven) zehnten Planeten unseres Sonnensystems. (In der Realität gibt es lediglich einen Asteroiden des Hauptgürtels, (399) Persephone). Auf dem Planeten landen Außerirdische, die sich leider nicht erinnern können, wer sie sind und was ihr Auftrag war, und zerstören aus Langeweile erneut die Erde. Natürlich stecken auch diesmal die Vogonen dahinter.
Nach der Entdeckung eines Transneptunischen Objekts vom halben Durchmesser Plutos im Oktober 2002 (Quaoar) gab es den Vorschlag, diesen Himmelskörper zu Ehren Douglas Adams’ Rupert zu nennen.

### Santraginus V
Meerwasser vom Planeten Santraginus V ist eine Zutat für den Drink „Pangalaktischer Donnergurgler“.

### Saqua Pilia Hensha
Ein Planet, auf dem ständig eine Stimmung wie beim Karneval herrscht. In seinem Testament verfügte König Antwelm, sein ganzes Vermögen solle darauf verwandt werden, alljährlich eine große Feier stattfinden zu lassen, bei der gut gegessen, viel getanzt und alberne Spiele wie „Jag den Wocket“ veranstaltet werden.
Auch wurde das Hauptquartier des Reiseführers „Per Anhalter durch die Galaxis“ durch die Vogonen auf diesen Planeten versetzt, nachdem der Reiseführer durch die Infini Tumb Enterprises aufgekauft wurde.

### Squornshöllisch Beta
… „zwei Welten weiter drinnen, vom Matratzenmorast aus gesehen,“, wird von Kissen bewohnt, „die es lebhaft genießen, wenn man sich an sie kuschelt“. (Bd. 4, Kapitel 22)

### Squornshöllisch Zeta
Sumpfplanet, der von Matratzen bewohnt wird, die alle Zem heißen. Marvin hielt auf Squornshöllisch Zeta einmal eine Rede zur Eröffnung einer Brücke, die über die Sümpfe führte. Die Brücke zerstörte sich anschließend selbst. Marvin unterhielt sich daraufhin solange mit einer Matratze, bis er schließlich von Krikkit-Robotern entführt wurde.
Die Dentrassi-Köche der Vogonen-Flotte verwenden in ihren Quartieren Squornshöllisch-Zeta-Matratzen; diese „werden sehr sorgfältig getötet und getrocknet, bevor sie in Gebrauch genommen werden.“ (Bd. 1, Kap. 5)

### Ursa Minor Beta
Auf Ursa Minor Beta steht das Bürogebäude des Anhalter-Verlages. Der Planet selbst zeichnet sich dadurch aus, dass er „aufgrund einer unerklärlichen und irgendwie verdächtigen topographischen Laune fast ausschließlich aus subtropischer Küste besteht“ und es dort „aufgrund einer gleichfalls verdächtigen Laune der zeitlichen Relastatik fast immer Samstagnachmittag ist, kurz bevor die Strandbars schließen.“
In der Realität ist Ursa Minor Beta der zweithellste Stern des Kleinen Bären. Er trägt den Namen Kochab.

### Viltvodl VI
Auf dem Planeten Viltvodl VI leben die Jatravartiden mit ihrem Führer Humma Kavula.

### Vississitus III
Vississitus III ist Heimat der Haggunenons, einer äußerst kriegerischen Rasse von Gestaltwandlern, die alle „Gleichlinge“ (Wesen, die ihre Gestalt nicht ändern können) verachtet.

### Vogsphere
Ein Planet von großer Schönheit, mit einer Fauna und Flora, die sich ebenfalls durch außergewöhnliche Schönheit auszeichnet. Gleichzeitig ist Vogsphere jedoch auch die Heimatwelt der Vogonen.

### WassIssn
Ein Drecksloch, das auf den Raumzeit-Koordinaten der Erde liegt. Am Flughafen von NaDann, der Hauptstadt von WassIssn, werden die Passagiere mit einem Schild mit der Aufschrift „Ziellos zu reisen ist immer noch besser, als hier anzukommen“ begrüßt. Außer den wassissnschen Schlammschweinen sind sämtliche anderen Tierarten vor langer Zeit an Verzweiflung eingegangen.

### Xaxis
Ford Prefect manipuliert den Computer eines riesigen xaxisianischen Kriegsraumschiffes, um mit ihm aus einer erbitterten Raumschlacht heraus per Anhalter zur Erde zu reisen und mitten in der City of Westminster zu landen.
Xaxis ist eine sehr alte Demokratie: die Leute wählen Eidechsen als Regierung, und die Eidechsen regieren die Leute. Auf Arthurs Frage, warum die Xaxisianer dann überhaupt noch zur Wahl gehen, antwortet Ford: wenn sie nicht wählen gehen, könnte ja die falsche Eidechse ans Ruder kommen.

### Ysolldins
Ysolldins ist der Stern, um den herum sich die meisten größeren Versicherungsgesellschaften befinden oder vielmehr befanden.
Ein spektakuläres Medienereignis der Zeit war die Supernova, der der Planet Ysolldins zum Opfer fiel.

## Andere Orte

### Han Dold City
Ford Prefect verschlägt es auf seinen „Anhalter“-Feldforschungen im 4. Band an diesen üblen Ort, wo bürgerkriegsähnliche Auseinandersetzungen zwischen Rockgruppen, deren Mitgliedern, Produzenten, Plattenfirmen und entfesselten Polizeieinheiten an der Tagesordnung sind. Nach einem gefährlichen Abenteuer in der Bar „Zum alten rosa Hund“ trifft er eine Animierdame mit Ökonomie-Abschluss, der er seinen von der Löschung bedrohten „Anhalter“-Eintrag über die Erde zeigen möchte. Zu seiner Überraschung tauchen beim „Anhalter“-
Update all seine Beiträge auf. Daraufhin macht er sich auf den langen Rückweg zur (vermeintlich zerstörten) Erde.

### Los Angeles
LA ist der Wohnort von Wonko dem Verständigen und seiner Frau Arkanum Jill – auch wenn Wonko darauf besteht, im Äußeren des Irrenhauses zu wohnen und dieses nur noch selten betritt. Arthur und Fenchurch besuchen ihn, nehmen aber vorher das übliche Touristenprogramm mit und wundern sich über den Sonnenuntergang, „vor den eine Stadt wie Los Angeles zu bauen niemandem mit einem bisschen Feingefühl auch nur im Traum eingefallen wäre“.

### Milliways
Milliways ist das Restaurant am Ende des Universums. Es ist „eine der außergewöhnlichsten Unternehmungen in der gesamten Geschichte des Gaststättengewerbes“ (Zitat aus Das Restaurant am Ende des Universums).
Es wurde auf den Überresten des Planeten Magrathea (Hörspielversion) bzw. Froschstern B (Romanversion) errichtet, in eine Zeitblase eingeschlossen und in die Zeit projiziert, in der das Universum endet. Man kann per Zeitreise jederzeit dorthin in die Zukunft reisen und die leckersten und teuersten Speisen zu sich nehmen. Zur Bezahlung der exorbitanten Rechnung braucht man nur in seiner Zeit einen Pfennig auf ein Konto einzuzahlen, bis zum Ende der Welt wird das verzinste Kapital die Rechnung des Restaurants bei weitem übersteigen.

### Stavromula Beta
Stavromula Beta (eigentlich Stavro Mueller Beta) ist der Ort, auf dem laut Agrajag Arthur ihn ein weiteres Mal töten wird. Dieser sucht dann nach diesem (nicht existenten) Planeten, da er nach den Gesetzen der Logik nicht sterben kann, ehe er Stavromula Beta erreicht hat. Im fünften Buch, Einmal Rupert und zurück aber verirrt sich Arthur in den Club des „Griechen mit deutschem Vater“ Stavro Müller: Stavro Mueller beta oder, anders ausgeschrieben, Stavromula Beta. Dort stirbt Agrajags Reinkarnation dann auch dramatisch.

### Taunton
Arthur Dent lebt offenbar in der Nähe der Stadt in Somerset. Er nimmt Fenchurch per Anhalter zum dortigen Bahnhof mit. Während sie in der Bahnhofskneipe auf Fenchurchs Zug nach London warten, kommen sie sich näher – obwohl sie ständig von einer älteren Dame unterbrochen werden, die Lotterielose verkauft.

### Die längste und verheerendste aller jemals veranstalteten Partys
Eine Gruppe betrunkener Astroingenieure ließ einst diese Party „steigen“, die seitdem in einem Gebäude über einem nicht benannten Planeten schwebt. Das geht bereits seit einigen Generationen so, und viele Gäste sind Enkel der Gäste der ersten Generation. Seitdem hat die schon bald bewaffnet fortgeführte Party den Planeten im Verlangen nach immer neuem Nachschub an Käsecrackern, Avocadodips und Alkohol ausgeplündert und zu Grunde gerichtet. Niemand macht Anstalten zu gehen, auch wenn über den Wolken, wie man sich erzählt, bereits kriegerische Auseinandersetzungen zwischen verschiedenen Teppichreinigungsunternehmen stattfinden, die auf das große Geschäft am Ende der Party hoffen. Arthur Dent verschlägt es auf seiner Mission zur Rettung des Universums auf diese Party. Als jedoch kurz nach seinem Erscheinen dieselbe von Kampfrobotern auf ihrer Mission zur Vernichtung des Universums überfallen und dabei ein beträchtlicher Teil der Gäste getötet wird, macht sich unter den Verbliebenen die Stimmung breit, dass es nun langsam Zeit ist zu gehen und mal zu sehen, ob nicht irgendwo ein Taxi zu bekommen sei.

## Sterne

### Alpha Centauri
Real ist Alpha Centauri zusammen mit dem noch näheren Proxima Centauri das erdnächste Sternensystem nach der Sonne, in etwa 4 Lichtjahren Entfernung. Im Roman sitzt dort das örtliche Planungsbüro für das Raumgebiet, in dem sich die Erde befindet. Wichtige Angelegenheiten – wie der geplante Bau einer Hyperraumumgehungsstraße, für die die Erde gesprengt werden muss – werden dort ausgehängt.

### Barnards Stern
Real ist Barnards Pfeilstern ein erdnaher Stern mit hoher Eigenbewegung. Im Roman ein Drehpunkt für die galaktische Raumfahrt. Es ist das erste Ziel der Vogon-Bauflotte nach der Zerstörung der Erde.

### Beteigeuze
Real ist Beteigeuze der zweithellste Stern des Sternbilds Orion. Im Roman ist Ford Prefect auf einem ihrer Planeten namens Beteigeuze V aufgewachsen.

### Sonne
Die Sonne ist der Stern von Supercomputer Erde. Im Vergleich zur Beteigeuze ein mittelgroßer Zwerg.

### Soulianis und Rahm
Diese zwei fiktiven Sterne werden vom Planeten Magrathea umlaufen.